# Mesechinus wangi
Mesechinus wangi — вид комахоїдних ссавців родини їжакових (Erinaceidae). Описаний у 2018 році.

## Поширення
Ендемік Китаю. Трапляється лише на схилах гори Гаолігон на заході провінції Юньнань. Мешкає в субтропічних вічнозелених широколистяних лісах на висоті 2200—2680 м над рівнем моря.